# Land Grid Array

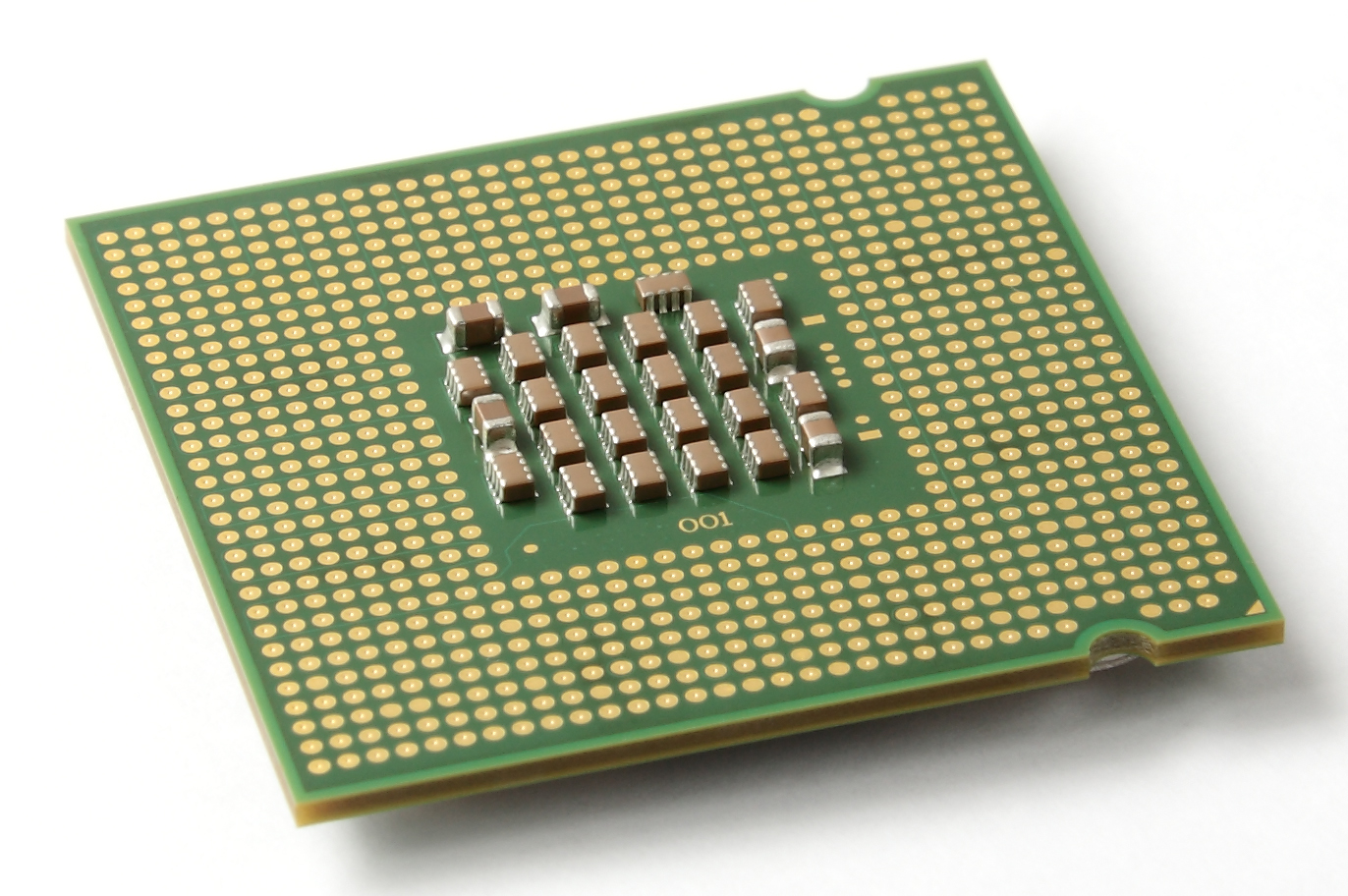
Wyprowadzenia typu LGA na obudowie procesora Pentium 4 640 Prescott.

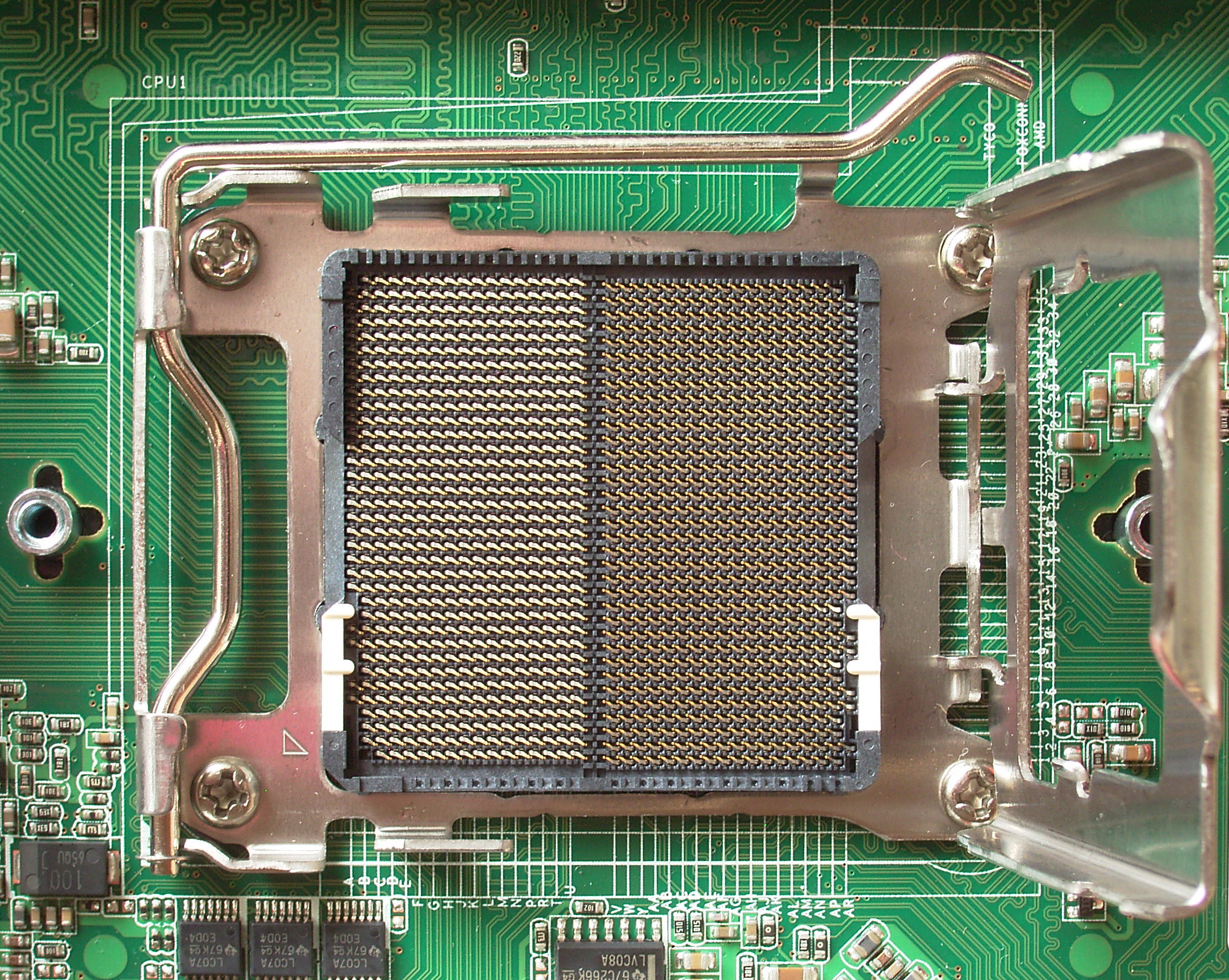
Socket F – gniazdo procesora AMD Opteron

LGA (ang. Land Grid Array) – typ obudowy układów scalonych stosowany powszechnie w procesorach, w której zrezygnowano z pinów przenosząc je, w nieco zmienionej formie, do gniazda.
Obudowa LGA jest używana w procesorach z serii Intel Pentium 4, Intel Xeon, Intel Core 2, Intel Core i7 oraz AMD Opteron. W przeciwieństwie do PGA, używanego w większości procesorów AMD oraz starszych produktach firmy Intel, nie posiada ona pinów na procesorze – w ich miejsce zastosowane zostały styki, które dociskane są do pinów w gnieździe płyty głównej.

## Lista technologii LGA

### AMD
- Socket F (LGA 1207)
- Socket C32 (LGA 1207) (zastąpił Socket F)
- Socket G34 (LGA 1974)
- Socket TR4 (LGA 4094)
- Socket AM5 (LGA 1718)

### Intel
- LGA 775 (znany również jako Socket T)
- LGA 771 (znany również jako Socket J)
- LGA 1156 (zwany również jako Socket H)
- LGA 1155 (zwany również jako Socket H2)
- LGA 1150 (zwany również jako Socket H3)
- LGA 1366 (znany również jako Socket B)
- LGA 2011 (znany również jako Socket R)
- LGA 1151 (znany również jako Socket H4)
- LGA 1200
- LGA 1700
- LGA 2066 (znany również jako Socket R4)